# 1635 год в России
Царствование: 1613—1645 — Михаила Фёдоровича

## События
- 28 апреля — прах Василия Шуйского был вывезен из Варшавы делегацией московских бояр во главе с Алексеем Михайловичем Львовым[1].
  - 10 июня — прах Василий Шуйского торжественно доставлен в Москву[1].
  - 11 июня — в Архангельском соборе Московского Кремля в присутствии патриарха Иосафа I и царя Михаила Фёдоровича торжественно погребён Василий IV Иванович Шуйский[1].
  - Прах супруги Василия Шуйского — царицы Марии Петровны (ум. 1626), был перенесён из Покровского Суздальского монастыря в Московский Кремль и захоронен в Вознесенском монастыре[1].
- Начато строительство Белгородской засечной черты в связи с активизацией крымских татар в ходе Смоленской войны 1632-1634 годов. Центр г. Белгород[2].
  - Со стороны Ногайского шляха в Белгородскую черту включён город Козлов (будущий Мичуринск) как укреплённый пункт для обороны Рязани, а также шацких, ряжских и данковских мест от набегов крымских и ногайских татар[2]. Козловский кремль основан ясельничим Биркиным И. В. и стольником Спешневым М. И[3].
- После возвращения униатами православного собора Пресвятой Богородицы (Десятинная церковь), разрушенного в 1240 году при нашествии татаро-монгол, по веление киевского митрополита Петра Могилы, начался разбор развалин храма, где были обнаружены останки святого Владимира Святославича. Тогда же его голова помещается в ковчег в Успенский собор Киево-Печерского монастыря (в настоящее время утрачена), а кисть правой руки — в Софийский собор (в настоящее время утрачена)[4].
- Кузнецкий острог отразил нападение киргизов, томских и кузнецких татар, телеутов и джунгаров[5].
- Землепроходец Бекетов Пётр Иванович открыл Олёкмо-Чарское и Патомское нагории[6].
- Пожалование Думным дворянином: Грамотин Иван Тарасьевич[7].
- Пожалованы окольничеством: Волынский Фёдор Васильевич, Литвинов-Масальский Андрей Фёдорович, Проестев Степан Матвеевич,  Амашуков-Черкасский Василий Петрович[7].
- Пожалован боярством: Репнин Пётр Александрович[7].
- Местничество:
  - Кокорев Борис Иванович и Вельяминов Мирон Андреевич[8].
  - Фомин Леонтий Степанович и Колтовский Фёдор Севастьянович[8].

## Города и поселения
- Начало строительства Кремлёвского теремного дворца[9].
- Сожжён построенный в 1631 году Братский острог (сов. г. Братск. см. 1636 и 1654 года)[10].
- Енисейские казаки под предводительством Петра Бекетова основали острог Олёкминск, форпост в Восточной Сибири.
- Возведение в Москве в Никитках каменной церкви Троицы (Грузинской Богоматери)[9].

## Руководители приказов
| Года      | Приказ             | Ф,И,О главы                  | Примечания          |
| --------- | ------------------ | ---------------------------- | ------------------- |
| 1634-1638 | Судный приказ      | Пожарский Дмитрий Михайлович |                     |
| 1622-1642 | Большой казны      | Черкасский Иван Борисович    | За исключением 1638 |
| 1622-1642 | Иноземский приказ  | Черкасский Иван Борисович    |                     |
| 1622-1642 | Стрелецкий приказ  | Черкасский Иван Борисович    |                     |
| 1622-1637 | Аптекарский приказ | Черкасский Иван Борисович    |                     |
| 1630-1661 | Разрядный приказ   | Гавренёв Иван Афанасьевич    | Думный дьяк         |

## Воеводы[14]
| Года       | Город         | Ф,И,О воеводы                   | Примечания |
| ---------- | ------------- | ------------------------------- | ---------- |
| До 23 июля | Алексин       | Варнавин Григорий               |            |
| С 23 июля  | Алексин       | Селиверстов Афанасий Ермолаевич |            |
| 1635-1636  | Арзамас       | Иванов Гаврила Андреевич        |            |
| 1632-1635  | Астрахань     | Трубецкой Алексей Никитич       |            |
| 1635       | Берёзов       | Толочанов Афанасий Михайлович   |            |
| 1634-1635  | Болхов        | Мещерский Юрий Афанасьевич      |            |
| 1634-1636  | Царёв-Борисов | Толмачов Никита                 |            |
| 1634-1635  | Боровск       | Шушерин Роман                   |            |
| 1634-1635  | Брянск        | Хилков Иван Андреевич Меньшой   | Стольник   |
| 1634-1637  | Белгород      | Тургенев Афанасий Дмитриевич    |            |

## Родились
- Иов Анзерский (1635, Москва — 6 марта 1720) — преподобный Русской церкви.
- Иона (1635 — 8 [18] октября 1699) — епископ Русской православной церкви, архиепископ Вятский и Великопермский; иконописец.
- Милославский, Иван Михайлович (1635 — 27 июля 1685) — приближённый царя Фёдора Алексеевича, окольничий, боярин и воевода.

## Умерли
- Барятинский, Фёдор Петрович Борец (ум. 1635, Тара) — военный и государственный деятель, дворянин, дипломат и воевода.
- Иосиф (Бобрикович) (ум. 9 апреля 1635) — епископ Русской православной церкви, епископ Могилевский и Мстиславский.
- Кондырев, Иван Гаврилович (? — 1635) — дворянин и дипломат.